# Yann Karamoh
Yann Karamoh (Abidjan, 1998. július 8. –) francia labdarúgó, az olasz élvonalbeli Torino csatára.

## Klubcsapatban

### Caen
Az elefántcsontparti Abidjanban született Karamoh 2011-ben került a Caenhez a Racing Colombes 92 csapatától. 2015. december 7-én írta alá első profi szerződését, mely 3 évre szólt.
A francia élvonalban 2016. augusztus 13-án mutatkozott be: a Lorient 3–2-es legyőzésekor a 77. percben állt be Ronny Rodelin helyére. Hat nappal később végigjátszotta a Lyon elleni 2–0-s idegenbeli vereséget. Első gólját szeptember 21-én az Angers ellen szerezte, ezt az idényben még 4 követte.

### Internazionale
2017. augusztus 31-én az olasz élvonalbeli Internazionale két évre kölcsönvette, vásárlási opcióval. A bajnokságban szeptember 24-én debütált: a Genoa 1–0-s legyőzésekor a 72. percben állt be Borja Valero helyére. Kezdőként először a Pordenone elleni kupameccsen lépett pályára, 68 perc után Ivan Perišić váltotta.

## Válogatottban
Karamoh végigjárta a francia utánpótlás-válogatottakat, mindenhol szerzett gólt, gólokat. Rendelkezik elefántcsontparti állampolgársággal is, így akár az elefántcsontparti labdarúgó-válogatottban is szerepelhetne majd.

## Statisztikák
2018. február 11. szerint
| Klub                        | Szezon   | Bajnokság | Bajnokság | Bajnokság | Kupa     | Kupa | Ligakupa | Ligakupa | Európa   | Európa | Egyéb    | Egyéb | Összesen | Összesen |
| Klub                        | Szezon   | Osztály   | Mérkőzés  | Gól       | Mérkőzés | Gól  | Mérkőzés | Gól      | Mérkőzés | Gól    | Mérkőzés | Gól   | Mérkőzés | Gól      |
| --------------------------- | -------- | --------- | --------- | --------- | -------- | ---- | -------- | -------- | -------- | ------ | -------- | ----- | -------- | -------- |
| Caen                        | 2016–17  | Ligue 1   | 35        | 5         | 1        | 0    | 0        | 0        | —        | —      | —        | —     | 36       | 5        |
| Internazionale (kölcsönben) | 2017–18  | Serie A   | 5         | 1         | 1        | 0    | —        | —        | —        | —      | —        | —     | 6        | 1        |
| Összesen                    | Összesen | Összesen  | 40        | 6         | 2        | 0    | 0        | 0        | 0        | 0      | 0        | 0     | 42       | 6        |